# Stranger Eyes - Sguardi nascosti
Stranger Eyes - Sguardi nascosti (默視錄T, Mò shì lùP) è un film del 2024 scritto e diretto da Yeo Siew Hua.

## Trama
Una coppia si trova perseguitata da uno stalker in seguito alla scomparsa della figlia.

## Promozione
Il trailer ufficiale del film è stato diffuso online il 23 agosto 2024, seguito da quello in italiano il 23 ottobre 2024.

## Distribuzione
Il film è stato presentato in anteprima alla 81ª Mostra internazionale d'arte cinematografica di Venezia il 5 settembre 2024. È stato distribuito nelle sale cinematografiche italiane da Europictures a partire dal 14 novembre 2024.

## Riconoscimenti
- 2024 – Mostra internazionale d'arte cinematografica di Venezia[1]
  - In concorso per il Leone d'oro
- 2024 – Semana Internacional de Cine de Valladolid[3]
  - Espiga de plata